# Barrington Levy
Barrington Levy (født 30. april 1964) er en reggae/dancehall-mc og sanger fra Jamaica.

## Diskografi
- Shine eye gal ()
- Barrington levy's life style (1983)
- Barrington levy meets frankie paul (1984)
- Open book (1987)
- Here i come (1987)
- Love the life you live (1989)
- Barrington levy collection (1990)
- Divine (1991)
- Turning point (1992)
- Barrington (1993)